# Ulli Lommel

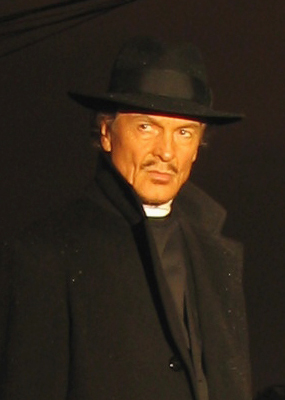
Ulli Lommel (2007)

Ulrich Manfred „Ulli“ Lommel (* 21. Dezember 1944 in Zielenzig; † 2. Dezember 2017 in Stuttgart) war ein deutscher Schauspieler, Regisseur, Drehbuchautor und Filmproduzent. Seine Geschwister sind die Schauspielerin Ruth Lommel und der Kameramann Manuel Lommel.

## Leben und Werk

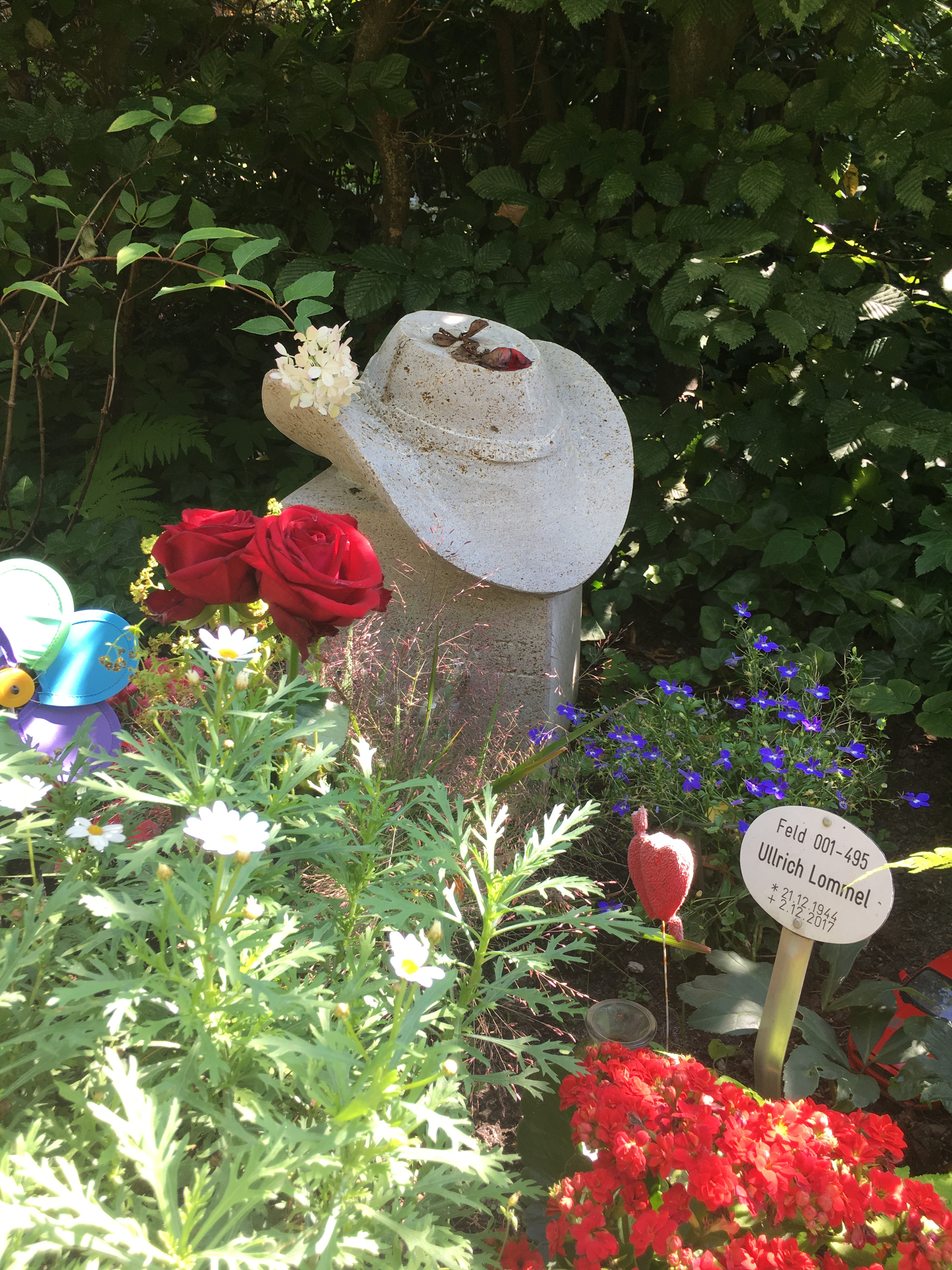
Das Grab von Ulli Lommel

Mit seinem Vater, dem Schauspieler und Unterhaltungskünstler Ludwig Manfred Lommel, und seiner Mutter, der Schauspielerin Karla von Cleef, stand Ulli Lommel bereits als Vierjähriger auf der Bühne. Da seine Eltern oft auf Tournee waren und alle drei Jahre umzogen, besuchte er bis zur Obersekunda 12 Schulen. 1960 erhielt er ein Stipendium der UFA-Nachwuchsschule in Berlin. Dort gab er 1961 sein Debüt am Renaissance-Theater.
Lommel erhielt auch alsbald Fernsehrollen und spielte 1962 eine kleine Rolle neben Maria Schell und Paul Hubschmid in Alfred Weidenmanns Filmkomödie in Ich bin auch nur eine Frau. Die Rolle eines jungen Verliebten verkörperte er in der Literaturverfilmung Das große Liebesspiel (1963) mit Hildegard Knef und Walter Giller in den Hauptrollen, wiederum Regie Weidenmann, einen romantischen Jüngling an der Seite von Miriam Hopkins in Russ Meyers Hollywood-Erotikkomödie Fanny Hill (1964) und einen Nachwuchskriminellen in dem Kriminalfilm Maigret und sein größter Fall (1966) mit Heinz Rühmann, bei dem er erneut mit Weidenmann zusammenarbeitete.
1967 ging Lommel nach München und spielte an der Kleinen Komödie. Er lernte Regisseure des sich zu dieser Zeit in seiner Anfangsphase befindenden Neuen Deutschen Films kennen wie Peter Schamoni, Rudolf Thome und Robert van Ackeren. Hauptrollen spielte er in Thomes Filmdrama Detektive (1968) mit Iris Berben und Schamonis Literaturverfilmung Deine Zärtlichkeiten an der Seite von Doris Kunstmann und Bernhard Wicki. Danach traf er Rainer Werner Fassbinder, mit dem er zwischen 1969 und 1977 an 21 Produktionen zusammenarbeitete.
Fassbinder gab ihm die Hauptrolle des eleganten und eiskalten Gangster-Engels Bruno Straub in seinem ersten abendfüllenden Spielfilm Liebe ist kälter als der Tod (1969). Hanna Schygulla und Fassbinder übernahmen die anderen beiden Hauptrollen. Noch im selben Jahr gründete Lommel in München seine Produktionsfirma Atlantis-Film, mit der er sich an Fassbinders Eurowestern Whity beteiligte. Ein Jahr zuvor, während der Dreharbeiten zu Peter Schamonis Deine Zärtlichkeiten, hatte Lommel den Kameramann Michael Ballhaus kennengelernt und schlug Fassbinder vor, Ballhaus als Kameramann zu verpflichten. Ballhaus und Fassbinder waren von diesem Tag an fast unzertrennlich und drehten 16 Filme zusammen, bis Ballhaus 1981 nach Hollywood ging und Weltkarriere machte. Lommel entschloss sich nun dazu, auch als Autor und Regisseur zu arbeiten. Doch erst mit dem Kriminalfilm Die Zärtlichkeit der Wölfe (1973), in dem Kurt Raab den Knabenmörder Fritz Haarmann spielte, konnte er einen viel diskutierten Kinoerfolg vorweisen, der ihn zwei Jahre später auch nach Paris brachte, wo der Film über ein Jahr lang im Kino lief.
Bevor Lommel 1977 nach Amerika übersiedelte, drehte er das Filmdrama Wachtmeister Rahn (1974) über einen Polizisten als Killer, die Filmkomödie Jodeln is ka Sünd (1974), einen recht untypischen Lederhosenfilm, und den Erotikfilm Der zweite Frühling (1975) mit Curd Jürgens und Eddie Constantine. Die Filmkomödie Adolf und Marlene (1977) spekulierte über die Beziehungen zwischen Hitler und Marlene Dietrich und konnte erst nach dem Einspruch von Dietrichs Anwälten aufgeführt werden.

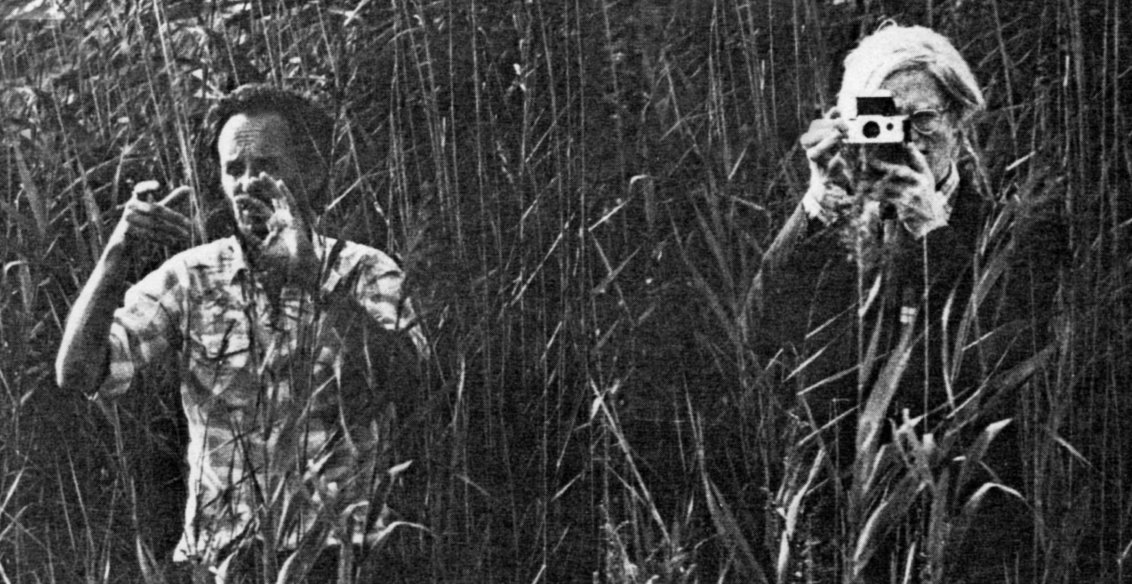
Lommel (links) mit Andy Warhol am Set zum Film Cocaine Cowboys 1979

In den USA lernte Lommel 1977 Andy Warhol kennen, der in dem musikalischen Drama Blank Generation (1978, mit Richard Hell und Carole Bouquet) und in dem Krimidrama Cocaine Cowboys (1979, mit Jack Palance) Gastauftritte hatte. Mit Warhol kreierte er verschiedene Polaroid-Collagen, die im Januar 2010 in der Galerie der Aurora-Bar am Beethovenplatz in München ausgestellt wurden. Nach dem Erfolg seines Horrorfilms The Boogey Man (1980) blieb er in Amerika und wohnte seitdem in den Hollywood Hills. Er drehte 43 Filme, zumeist Gruselkrimis, Abenteuer- und Kriegsfilme. Mit seinem Actionfilm Warbirds (1988) kopierte er den Blockbuster Top Gun. Außerdem drehte Lommel in den USA mit John Carradine (The Boogey Man, 1980), Tony Curtis, Vera Miles und Keir Dullea (BrainWaves, 1982), Donald Pleasence (The Devonsville Terror, 1983) und David Carradine (Absolute Evil, 2008). Die Zusammenarbeit mit Klaus Kinski in dem Fantasyfilm Diamant des Grauens (1984) gestaltete sich indes schwierig. Mit Robert Fischer (* 1954) produzierte er die Dokumentation Fassbinder in Hollywood (2002).
2004 erschien der von Peter Schamoni produzierte halbdokumentarische Musikfilm Daniel, der Zauberer über Daniel Küblböck, für den Lommel – für viele überraschend – das Drehbuch schrieb und Regie führte und für den er auch in die Rolle des Zauberers schlüpfte. Im Dezember 2009 veranstalteten das Werkstattkino und die Stadt München eine 14-tägige Retrospektive seiner Filme. Im Januar 2010 erschienen im Belleville Verlag Lommels Memoiren, Zärtlichkeit der Wölfe – Begegnungen. Im Sommer 2013 ging Lommel für neun Monate nach Brasilien, um an diversen Projekten zu arbeiten. Er beendete die Dreharbeiten zu seinem bio-epic Mondo Americana, schrieb ein Buch und machte auch einen Film über Campo Bahia, das offizielle Camp der deutschen Fußballnationalmannschaft in Brasilien. 2016 begann er mit den Arbeiten an der Serie Boogeyman Chronicles.
Im Sommer 2015 kam Lommels Buch über seine Zeit mit Andy Warhol unter dem Titel „Factory Made“ heraus. Im Rahmen des Filmfests wurden die restaurierten Filmfassungen von Blank Generation und Cocaine Cowboys gezeigt, die Lommel zusammen mit Warhol Ende der 70er Jahre in New York produziert hatte. Zuletzt arbeitete Lommel an einer Verfilmung seiner drei Jahre mit Warhol unter dem Titel The Factory: Working with Warhol.
Ulli Lommel war in erster Ehe mit der Schauspielerin Katrin Schaake verheiratet. In den 1970er Jahren lernte er Anna Karina kennen, die Ex-Frau von Jean-Luc Godard, mit der er drei Jahre zusammenlebte und drei Filme drehte: die Komödie Ausgerechnet Bananen sowie Es war einmal und Fassbinders Drama Chinesisches Roulette. 1979 heiratete er die DuPont-Erbin Suzanna Love, die bis zur Trennung 1984 (Scheidung 1987) in den meisten seiner amerikanischen Filme die Hauptrolle spielte. Ab 2016 war er mit der deutschen Schauspielerin Tatjana Paige Müller verheiratet, die in seinen Filmen ab 2015 mitwirkte.
Am 2. Dezember 2017 starb Lommel im Alter von 72 Jahren an den Folgen eines Herzinfarkts. Seine letzte Ruhestätte fand er auf dem Berliner Friedhof Zehlendorf (Grablage 001-495).

## Filmografie

### Darsteller
- 1962: Der Marquis von Keith (Fernsehfilm)
- 1962: Jedermannstraße 11 (Fernsehserie, Folge Nachhilfe in Latein)
- 1963: Das große Liebesspiel
- 1964: Fanny Hill
- 1964: Legende einer Liebe
- 1966: Jan Himp und die Kleine Brise (Fernsehfilm)
- 1966: Jugendprozeß (Fernsehfilm)
- 1966: Maigret und sein größter Fall
- 1967: Der Auswanderer (Fernsehfilm)
- 1967: Die Postanweisung (Fernsehserie Das Kriminalmuseum)
- 1967: Tonys Freunde (Fernsehfilm)
- 1968: Detektive
- 1968: Final PMP (Fernsehfilm)
- 1969: Liebe ist kälter als der Tod (Hauptrolle)
- 1969: Deine Zärtlichkeiten
- 1970: Der amerikanische Soldat
- 1970: Zwei ganze Tage (Fernsehfilm)
- 1971: Rio das Mortes
- 1971: Whity (auch Co-Produktion)
- 1971: Warnung vor einer heiligen Nutte
- 1971: Die Ahnfrau (Fernsehfilm)
- 1971: Haytabo
- 1972: Harlis
- 1972: Der Mafia-Boß (La mala ordina)
- 1972: Bremer Freiheit (Fernsehfilm)
- 1973: Welt am Draht (Fernsehfilm)
- 1973: Chaplins Hut (Fernsehfilm)
- 1973: Nora Helmer (Fernsehfilm)
- 1974: Tatort: Der Mann aus Zimmer 22 (Fernsehreihe)
- 1974: Fontane Effi Briest
- 1976: Schatten der Engel
- 1976: Satansbraten
- 1976: Chinesisches Roulette
- 1977: Also es war so
- 1984: Strangers in Paradise
- 1985: Revenge of the Stolen Stars
- 1992: Zwischensaison
- 1996: Every Minute Is Goodbye
- 2002: Fassbinder in Hollywood (auch Drehbuch)
- 2004: Daniel, der Zauberer
- 2008: Dungeon Girl
- 2008: Son of Sam
- 2009: Absolute Evil
- 2009: Melancholie der Engel
- 2010: D.C. Sniper
- 2012: Behind the Cross
- 2012: Manson Family Cult
- 2015: Altes Geld (Fernsehserie)
- 2016: Temporär Esprit

### Regie
- 1971: Eddie geht weiter (Haytabo), auch Mitwirkung am Drehbuch
- 1973: Die Zärtlichkeit der Wölfe
- 1974: Wachtmeister Rahn (auch Drehbuch)
- 1974: Jodeln is ka Sünd (auch Drehbuch)
- 1975: Der zweite Frühling (auch Drehbuch)
- 1977: Adolf und Marlene (auch Drehbuch und Darstellung)
- 1977: Ausgerechnet Bananen (auch Drehbuch und Darstellung)
- 1978: Blank Generation (auch Drehbuch)
- 1979: Cocaine Cowboys
- 1980: The Boogey Man (auch Drehbuch und Produktion)
- 1982: Brain Check – Das andere ich (BrainWaves)
- 1983: Olivia – Im Blutrausch des Wahnsinns
- 1983: Boogeyman II (auch Darsteller und Produktion)
- 1983: Totentanz der Hexen (The Devonsville Terror)
- 1984: Strangers in Paradise
- 1985: Diamant des Grauens (Revenge of the Stolen Stars) (auch Drehbuch und Darstellung)
- 1985: I.F.O. – Air Racing (I.F.O.) (auch Drehbuch mit Roger Deutsch)
- 1986: Overkill
- 1987: Heaven and Earth
- 1989: War Birds (auch am Drehbuch beteiligt)
- 1989: Cold Heat
- 1991: Thunder Drive – Fluchtpunkt Los Angeles (The Big Sweat)
- 1991: A Smile in the Dark
- 1992: Zwischensaison (auch Darsteller)
- 1994: Marilyn, My Love
- 1994: Return Of The Boogeyman
- 1995: Star Witness
- 1996: Every Minute Is Goodbye
- 1996: Eva Braun – Hitlers Geliebte
- 1996: Lethal Orbit
- 1997: Alien X Factor
- 1998: Bloodsuckers
- 2000: Danny and Max
- 2002: September Song
- 2004: Daniel, der Zauberer
- 2005: Zodiac Killer
- 2005: Zombie Nation
- 2005: B.T.K. Killer
- 2005: Green River Killer
- 2005: Killer Pickton
- 2006: Diary of a Cannibal
- 2006: Ulli Lommels Black Dahlia
- 2006: The Raven
- 2007: Curse of the Zodiac (auch: Zodiac Executioner)
- 2007: The Tomb
- 2007: Borderline Cult
- 2008: Dungeon Girl (auch: Blood Dungeon)
- 2008: Killer Nurse
- 2008: Baseline Killer
- 2008: Son of Sam
- 2009: The Valley Intruder (Nightstalker)
- 2009: Absolute Evil
- 2010: D.C. Sniper
- 2012: Manson Family Cult
- 2012: Sunset Blvd.
- 2018: America Land of the Freeks
- 2018: Factory Cowboys: Working with Warhol
- 2018: Queen of Rio

## Hörspiele
- 1971: Rainer Werner Fassbinder nach Johann Wolfgang von Goethe: Iphigenie auf Tauris (Pylades) – Regie: Rainer Werner Fassbinder (Hörspiel – WDR)
- 2013: E. M. Cioran: Vom Nachteil, geboren zu sein – Regie: Kai Grehn (Hörspiel – SWR)